# Crossopetalum managuatillo
Crossopetalum managuatillo är en benvedsväxtart som först beskrevs av Ludwig Eduard Theodor Loesener, och fick sitt nu gällande namn av Lundell. Crossopetalum managuatillo ingår i släktet Crossopetalum och familjen Celastraceae. Inga underarter finns listade.